# Céret (kanton)
Céret var en fransk kanton fra 1790 til 2015 beliggende i departementet Pyrénées-Orientales i regionen Languedoc-Roussillon. Kantonen blev nedlagt i forbindelse med en reform, der reducerede antallet af kantoner i Frankrig.
Céret bestod af 14 kommuner i 2015:
- Céret (hovedby)
- Le Boulou
- Maureillas-las-Illas
- Saint-Jean-Pla-de-Corts
- Reynès
- Banyuls-dels-Aspres
- Le Perthus
- Oms
- Les Cluses
- Montauriol
- Vivès
- Taillet
- L'Albère
- Calmeilles